# Justin Gray (cestista 1995)
Justin Gray (Tampa, 15 dicembre 1995) è un cestista statunitense con cittadinanza americo-verginiana.